# Olé tus vídeos
Olé tus vídeos fue un programa humorístico emitido entre 1991 y 1993 en varios canales autonómicos españoles, dedicado a la emisión de videos domésticos humorísticos, y que incluía como centro un concurso en el que participaban las diferentes televisiones autonómicas de la FORTA. Fue una versión para el resto de España del programa de TV3 Betes I Films, producido por Gestmusic, quienes también se encargaron de la versión nacional.
En el plató central, situado en los estudios de Canal Nou, se colocaba el presentador principal, que realizaba las conexiones con las autonómicas correspondientes, cada una con su propio presentador, y entre conexión y conexión presentaba distintos videos fuera de concurso.
La cabecera y sintonía del programa era una parodia del logo y la fanfarria de la 20th Century Fox, así como los logos de MGM, Paramount Pictures, Columbia Pictures y RKO Pictures se usaron para separadores del programa.

## Mecánica
Desde el plató central se daba paso al plató de la autonómica correspondiente. Allí, se presentaba uno por uno a los tres concursantes, que de entrada ya ganaban 100.000 pesetas, mostrando el vídeo que cada uno había mandado. Una vez vistos los tres vídeos, el público en el plató central votaba a su favorito, que pasaba a obtener 300.000 pesetas y se clasificaba a la final de ese programa.
Una vez hecho el concurso con todas las autonómicas participantes, se volvía a votar entre los ganadores de cada autonómica, adjudicando puntos cada cadena participante a las demás y se elegía el vídeo ganador del programa, que ganaría una viaje a Hollywood, su premio en metálico pasaba a ser de 1.000.000 de pesetas y se clasificaría a la final de la mini-etapa.
En la final de tal mini-etapa se elegiría al mejor vídeo de todos los ganadores de los programas anteriores, que además de ganar el premio correspondiente, pasaría a la gran final de la etapa. Los ganadores de todas las mini-etapas concurrirían en esta gran final, llevándose el ganador el premio máximo.

## Primera temporada
La primera temporada, de 1991 a 1992 estuvo presentada desde el plató central por Rosa María Sardá y en las autonómicas se eligió a presentadores masculinos. Se dividió en cuatro mini-etapas trimestrales a las que siguieron una gala de final de temporada. En el primer trimestre participaron las emisoras Telemadrid (Madrid), ETB (País Vasco), Canal Sur (Andalucía) y Canal Nou (Comunidad Valenciana). Desde el segundo trimestre y hasta el final del programa se unió TVG (Galicia), la cual no se pudo incorporar de entrada por supuestos problemas logísticos.
Telemadrid tuvo como presentador a Emilio Linder, Canal Nou tuvo a Ximo Rovira, ETB tuvo a Aitor Mazo, y Canal Sur tuvo a Ramón García. Cuando se incorporó TVG, su presentador fue Antonio Durán "Morris".

## Segunda temporada
La segunda temporada, de 1992 a 1993, y subtitulada "El vídeo contraataca", estuvo presentada desde el plató central por Javier Sardá, y fueron mujeres las que hicieron la presentación desde las autonómicas, las mismas cinco que en la etapa anterior (Telemadrid, ETB, Canal Sur, Canal Nou y TVG): Rosa María Ramos por Telemadrid, Teresa Antonegui por ETB, Alicia Hernández por Canal Nou y por último, la Miss España 1989 Raquel Revuelta por Canal Sur. Se modificaron varias secciones como "El video enmascarado" en las que los premios los elegía un jurado de famosos. [1]